# Vito D'Ancona
Vito D'Ancona (Pésaro, 12 de agosto de 1825 – Florença, 9 de janeiro de 1884) foi um pintor italiano que pertenceu ao grupo conhecido como Macchiaioli.
Nascido em Pesaro, D'Ancona é de origem judia. Começou sua carreira artística em Florença, e, no ano de 1844, foi aceito na Accademia Di Belle Arti, onde estudou sob a tutela de Giuseppe Bezzuoli. Tornou-se amigo de Serefino di Tivoli, com quem começou a pintar paisagens ao ar livre. Em 1948, lutou como voluntário toscano por Giuseppe Garibaldi no Risorgimento. Durante os anos 1850, começou a simpatizar-se com artistas que frequentavam o Caffè Michelangiolo, que tornariam-se pouco depois conhecidos como Macchiaioli.
D'Ancona fez sucesso como pintor de retratos, e algumas de suas obras de paisagens podem ser encontradas nos dias atuais.  Devido a ter contraído sífilis, a saúde de D'Ancona foi se deteriorando nos anos 1870, fazendo com que deixasse de pintar em 1878. Morreu em Florença em 9 de janeiro de 1984. 
Coleções de obras de D'Ancona integram a Galeria Nacional de Arte Moderna e Contemporânea, em Roma, e o Museu de Israel, em Jerusalém. 